# Comuna Mejîricika, Holovanivsk
Mejîricika (în ucraineană Межирічка) este o comună în raionul Holovanivsk, regiunea Kirovohrad, Ucraina, formată din satele Krasnopillea și Mejîricika (reședința).

## Demografie
Componența lingvistică a comunei Mejîricika
     Ucraineană (98,31%)
     Rusă (1,44%)
     Alte limbi (0,06%)
Conform recensământului din 2001, majoritatea populației comunei Mejîricika era vorbitoare de ucraineană (98,31%), existând în minoritate și vorbitori de rusă (1,44%).